# Tarachidia huita
Tarachidia huita là một loài bướm đêm trong họ Noctuidae.